# Антипкін Петро Андрійович
Петро Андрійович Антипкін (23 вересня 1930, с. Мужицьке, Духовщинський район, Смоленська область — 6 жовтня 1999, с. Зімець, Духовщинський район, Смоленська область) — сільськогосподарський діяч, Герой Соціалістичної Праці.